# Heraclio Fournier González
Heraclio Fournier González (Burgos, 2 de marzo de 1849-Vichy, Francia, 28 de julio de 1916) fue un fabricante de naipes, creador de la empresa denominada Naipes Heraclio Fournier S.A.

## Biografía
El abuelo de Heraclio Fournier, François Fournier, huyendo del clima de inestabilidad y violencia prerevolucionario en Francia, ya estaba instalado en Burgos para el año 1785. Heraclio nació en 1849 en Burgos, donde algunos de sus hermanos se dedicaron también a la fabricación de cartas con la marca ”Fournier Hermanos”.
El 1 de mayo de 1870 Heraclio Fournier contrajo matrimonio con Nieves Partearroyo en Burgos; de esta unión nacieron cuatro hijas. El mismo año se estableció en Vitoria, desarrollando sus primeros trabajos de impresión en el n.º 5 de la Plaza Nueva, local ocupado por la Librería El Globo. Se dedicó a la venta de objetos de escritorio, tarjetas y todo tipo de impresos.
Debido al aumento de la producción y necesidades de espacio trasladó su negocio a otros talleres de la ciudad, en los que fue perfeccionando los diferentes procesos para la fabricación y el diseño de los naipes. De su producción destacan varios modelos de barajas realizados mediante cromolitografía, llegando a emplear en su impresión hasta 12 colores. En 1887 instaló la fábrica en la calle del Sur, junto a la estación del ferrocarril.

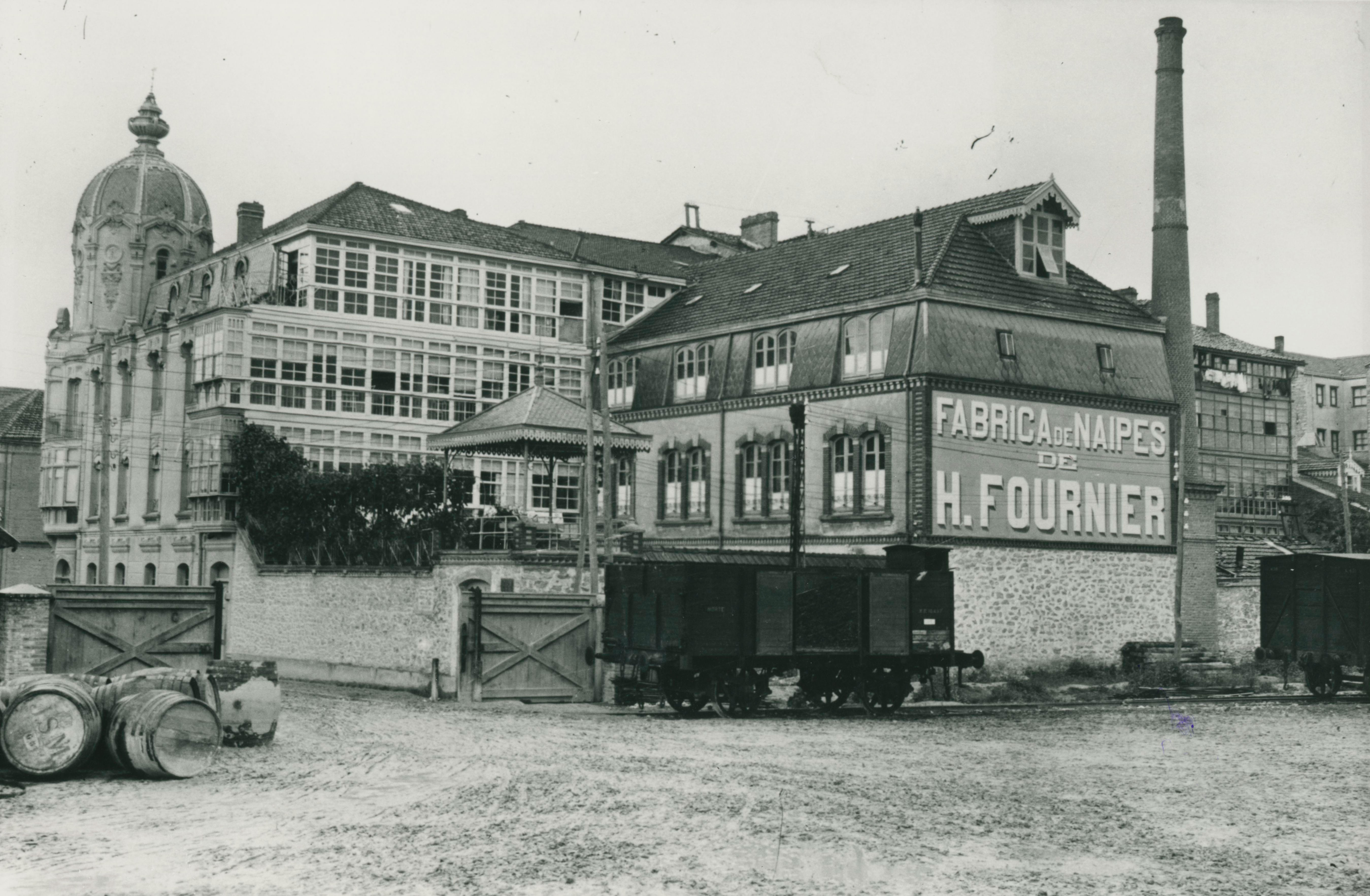
Fabrica Fournier

Hacia 1875 Heraclio Fournier encargó al profesor de la Escuela de Dibujo Emilio Soubrier y al pintor Ignacio Díaz Olano el diseño de unos naipes. Años más tarde, en 1889, Augusto Rius rediseñó esta baraja, que llegó a convertirse en la baraja más emblemática de la firma, y que ha llegado con pocas variaciones hasta nuestros días. Ese mismo año, 1889, Heraclio Fournier recibió la medalla de bronce en la Exposición Universal de París por el diseño y la calidad de sus naipes.
Además de contribuir a la difusión del nombre de "VITORIA", al incluirlo en el as de oros de gran parte de sus barajas, Heraclio Fournier fue un innovador en la introducción de mejoras técnicas y laborales: experimentó nuevos procesos de impresión para mejorar la calidad de los naipes, instaló líneas telefónicas y máquinas de vapor, y creó la “Sociedad de Socorros a Enfermos” para asistir a su plantilla, gran parte de ella constituida por mujeres, las denominadas naiperas de Fournier.
Tras su fallecimiento en 1916, la responsabilidad de la dirección de la fábrica recayó en su nieto Félix Alfaro Fournier, quien difundiría más aún la marca, acaparando el mercado nacional  y expandiendo internacionalmente sus barajas. Félix Alfaro Fournier fue también el iniciador de la colección de naipes que se exhibió en el Museo Fournier de Naipes de Álava, dependiente de la Diputación Foral de Álava. Con el paso de los años la empresa pasó a denominarse “Viuda e Hijos de Heraclio Fournier”, y sucesivamente “Hijos de Heraclio Fournier” y “Heraclio Fournier S. A.”, hasta la denominación Naipes Heraclio Fournier S.A., que continúa produciendo naipes para todo el mundo desde la localidad alavesa de Gojáin.